# 4월 24일
4월 24일은 그레고리력으로 114번째(윤년일 경우 115번째) 날에 해당한다.

## 사건
- 1916년 - 아일랜드 더블린에서 아일랜드인들이 영국에 대항해 부활절 봉기를 일으켰다.
- 1923년 - 일제강점기 경상남도 진주군에서 백정의 신분해방을 주장하는 형평사 운동이 일어나다.
- 1951년 - 일본 가나가와현 요코하마시에서 사쿠라기초 사고가 발생했다.
- 1952년 - 서민호(徐珉濠) 의원, 순천에서 서창선(徐昌善) 대위를 총으로 사살하다(서민호 의원 총격사건). 이 사건에서 유명한 '정당방위'가 성립되었다.
- 1955년 - 아시아·아프리카회의(AA회의, 반둥회의)에서 세계평화 및 협력에 관한 10개항 선언문을 채택했다.
- 1968년 - 모리셔스가 유엔에 가입했다.
- 2003년 - 조선민주주의인민공화국이 핵무기 보유를 선언하다.
- 2004년 - 콘스탄티노폴리스 총대주교청 시노드에서 한국 정교회를 수도 대교구로 승격시켰다.
- 2009년
  - 멕시코와 미국 일부 지역에서 신종 바이러스인 돼지 인플루엔자가 번지면서 약10명의 사망자가 발생하였다.
  - 이라크 바그다드의 시아파 사원 인근에서 여성 2명에 의한 자살폭탄공격이 발생, 60명이 숨지고 125명이 다쳤다고 현지 경찰이 밝혔다.
- 2013년 - 방글라데시의 수도 다카의 사바르에서 라나 플라자 붕괴 사고가 일어났다.
- 2025년 - 신정환이 연예계 성상납을 폭로했다. 더러운 걸레 연예인들이 정치인, 기업인같은 상류층에게 몸을 판다고 폭로했다.[1]

## 문화
- 1792년 - 현재 프랑스의 국가인 《라 마르세예즈》가 작곡되다.
- 1800년 - 미국에서 의회도서관이 존 애덤스에 의해 설립되었다.
- 1954년 - 인하공과대학 개교.
- 1971년 - 대한민국 최초 지역 민영 방송 전일방송 개국.
- 1989년 - 한/글 1.0이 출시되다.
- 1990년 - 허블우주망원경이 우주왕복선 디스커버리호에 실려서 발사되었다.
- 2008년 - 미국 메이저 리그 야구의 내셔널 리그 구단 시카고 컵스가 샌프란시스코 자이언츠에 이어 메이저 리그 사상 두 번째 10,000승을 달성했다.
- 2016년 - KBS 해피FM 희망가요가 25년 만에 종영되었다.
- 2019년 - SBS 모바일 24 개국.

## 탄생
- 1533년 - 네덜란드의 초대 세습 총독 빌럼 1세 판 오라녜. (~1584년)
- 1608년 - 프랑스의 왕족 가스통 도를레앙 공작. (~1660년)
- 1706년 - 이탈리아의 작곡가 조반니 바티스타 마르티니. (~1784년)
- 1856년 - 프랑스의 군인 필리프 페탱. (~1951년)
- 1903년 - 스페인의 결속주의자 호세 안토니오 프리모 데 리베라. (~1936년)
- 1922년 - 대한민국의 정치인 최영근. (~2004년)
- 1925년 - 대한민국의 기업인 구자경. (~2019년)
- 1926년 - 대한민국의 인권운동가 김복동. (~2019년)
- 1928년 - 스코틀랜드의 축구 선수, 축구 감독 토미 도허티. (~2020년)
- 1930년
  - 대한민국의 언론인 조용수. (~1961년)
  - 미국의 영화 감독 리처드 도너. (~2021년)
  - 캐나다의 사상사학자 제임스 K. 맥코니카. (~2023년)
  - 브라질의 정치인 조제 사르네이.
- 1934년 - 미국의 배우 셜리 매클레인.
- 1938년 - 조선민주주의인민공화국의 정치인 김양건. (~2015년)
- 1940년 - 미국의 영화배우 마이클 파크스. (~2017년)
- 1941년 - 오스트레일리아의 기타리스트 존 윌리엄스.
- 1942년
  - 대한민국의 가수 배호. (~1971년)
  - 대한민국의 가수 하청일.
  - 대한민국의 정치인 겸 대학 교수 김명수.
  - 미국의 가수 겸 배우 바브라 스트라이샌드.
- 1943년
  - 쿠바의 싱어송라이터 파블로 밀라네스. (~2022년)
  - 대한민국의 기업인 최원석. (~2023년)
- 1945년 - 대한민국의 배우 안진수.
- 1948년 - 일본의 극작자, 연출가 김봉웅. (~2010년)
- 1952년 - 대한민국의 정치인 이승율. (~2022년)
- 1953년 - 대한민국의 야구 선수 황규봉. (~2016년)
- 1955년 - 중화인민공화국의 정치인 리커창. (~2023년)
- 1959년 - 일본의 정치인 오사카 세이지.
- 1960년
  - 대한민국의 성우 윤소라.
  - 대한민국의 배우 원미경.
- 1963년 - 바누아투의 정치인 샬롯 살와이.
- 1964년 - 미국의 배우 자이먼 운수.
- 1965년 - 대한민국의 배우 손창민.
- 1966년 - 대한민국의 정치인 임종석.
- 1967년 - 대한민국의 발레리나 강수진.
- 1973년 - 인도의 크리켓 선수, 정치인 사친 텐둘카르.
- 1974년 - 영국의 화가 스티븐 윌트셔.
- 1976년
  - 아일랜드의 축구 선수 스티브 피넌.
  - 미국의 배우 앤 머호니.
  - 노르웨이의 프리스타일 스키 선수 헤다 베른트센.
- 1977년
  - 대한민국의 배우 강우경.
  - 대한민국의 배우 김현주.
- 1979년
  - 대한민국의 모델, 기업인 이혜원.
  - 일본의 전 축구 선수 오타 게이스케.
- 1981년
  - 덴마크의 아이스하키 선수 모르텐 그렌.
  - 일본의 축구 선수 다나카 마르쿠스 툴리오.
  - 미국의 배우 사샤 바레즈.
- 1982년
  - 미국의 가수 켈리 클락슨.
  - 대한민국의 트로트 가수 시타야 노리코.
  - 대한민국의 축구 선수 김주환.
  - 대한민국의 가수 정미애.
- 1983년
  - 브라질의 축구 선수 조제 카를루스 페헤이라 필류.
  - 대한민국의 배우 한수연.
  - 대한민국의 성우 남도형.
  - 대한민국의 희극인 정진욱.
- 1984년
  - 잉글랜드의 배우 미셸 라이언.
  - 일본의 패션모델, 배우 다카하시 마리코.
  - 중화민국의 정치인 김재익.
- 1985년
  - 일본의 성우 나즈카 카오리.
  - 대한민국의 수의사 설채현.
- 1986년
  - 대한민국의 배우 이경태.
  - 대한민국의 장애인 크로스컨트리 선수 서보라미. (~2021년)
- 1987년
  - 대한민국의 배우 서준영.
  - 대한민국의 축구 선수 안지호.
  - 독일의 축구 선수 제르다어 타스치.
  - 벨기에의 축구 선수 얀 페르통언.
  - 대한민국의 배우 이주영.
  - 일본의 전 축구 선수 이치하라 히로시.
- 1988년 - 대한민국의 레이싱모델 하혜란.
- 1989년 - 대한민국의 작가 에피.
- 1990년
  - 대한민국의 배우 김태리.
  - 대한민국의 축구 선수 이명주.
  - 대한민국의 성악가 장주훈.
- 1991년 - 대한민국의 배우 이슬비.
- 1992년
  - 대한민국의 축구 선수 이민규.
  - 대한민국의 배구 선수 김주하.
  - 이탈리아의 축구 선수 루카 리초.
  - 브라질의 유도 선수 하파엘라 시우바.
- 1993년
  - 웨일스의 축구 선수 벤 데이비스.
  - 대한민국의 가수 사뮈.
- 1994년 - 일본의 배우 미야자와 히오.
- 1995년 - 대한민국의 가수 영민, 광민 (보이프렌드).
- 1996년 - 대한민국의 가수 세빈 (스누퍼, OMEGA X).
- 1997년
  - 대한민국의 리듬체조 선수 천송이.
  - 대한민국의 축구 선수 김태훈.
  - 태국의 배우 티라돈 수파펀핀요.
  - 대한민국 태생 뉴질랜드의 골프 선수 리디아 고.
- 1998년 - 미국의 배우 라이언 뉴먼.
- 1999년 - 대한민국의 씨름 선수 윤희준.
- 2000년 - 대한민국의 아나운서 김민서.
- 2001년 - 대한민국의 카트라이더 프로게이머 박현수.
- 2002년 - 대한민국의 가수 지영.
- 2003년 - 대한민국의 리그 오브 레전드 프로게이머 윌러.
- 2004년 - 대한민국의 야구 선수 엄형찬.

## 사망
- 1731년 - 영국의 소설가·언론인 대니얼 디포. (1660년~)
- 1895년 - 조선의 농민운동가 전봉준. (1855년~)
- 1942년 - 캐나다의 소설가 루시 모드 몽고메리. (1874년~)
- 1967년 - 이탈리아의 추기경 엔리코 단테. (1884년~)
- 1990년 - 대한민국의 기업인 정몽우. (1945년~)
- 1991년 - 대한민국의 정치인 이정우. (1910년~)
- 1997년 - AR-15 소총을 개발한 미국의 총기 발명가 유진 스토너. (1922년~)
- 2018년
  - 프랑스의 축구 선수, 축구 감독 앙리 미셸. (1947년~)
  - 일본의 싱어송라이터 모리타 도지. (1953년~)
- 2020년
  - 대한민국의 군인 박희재. (1932년~)
  - 라오스의 가수 끼다오펫 누후앙. (1972년~)
  - 일본의 외교관 오카모토 유키오. (1945년~)
- 2021년
  - 독일의 가수 크리스타 루트비히. (1928년~)
  - 이스라엘의 패션 디자이너 알베르 엘바즈. (1961년~)
- 2024년 - 대한민국의 금융인 연영규. (1935년~)

## 기념일
- 세계실험동물의 날(世界實驗動物의 날)(영어판)
- 아르메니아 대학살 추모일: 아르메니아

## 같이 보기
- 전날: 4월 23일 다음날: 4월 25일 - 전달: 3월 24일 다음달: 5월 24일
- 음력: 4월 24일
- 모두 보기

1. ↑  “신정환 '연예계 성상납' 폭로 일파만파…"경찰 신고 접수"”. MBN. 2025년 4월 24일.